# Gerbrand Bakker (médecin)
Pour l’article homonyme, voir Gerbrand Bakker (écrivain).
Gerbrand Bakker est un médecin hollandais. Né à Enkhuizen le 1er novembre 1771, il est décédé le 1er juin 1828 à Groningue.

## Biographie
Professeur d'anatomie, de physiologie et de chirurgie à l'université de Groningue à partir de 1811, il a laissé plusieurs études qui firent référence au début du XIXe siècle.

## Œuvres
- Oratio inauguralis de iisqui artis obstetriciae utilitatem augere possunt
- Gratum magis acceptumque reddere (1814)
- Osteographia piscium (1822)
- De natura hominis liber elementarius (1827)